# Enio Bonaldi
Enio Bonaldi (Venturina Terme, 7 marzo 1964) è un allenatore di calcio ed ex calciatore italiano, di ruolo attaccante.

## Carriera

### Giocatore
Gioca nel Cecina (un anno in Serie D) e nella Casertana (due in C1), prima di approdare, nel 1987, al Barletta dove gioca 28 gare (con 2 gol) in Serie B.
L'anno seguente viene ceduto al Modena in Serie C1 dove alla seconda stagione contribuisce alla promozione Serie B, rimanendo poi in gialloblù per un altro anno.
Nel 1991 si trasferisce all'Avellino dove gioca da titolare una stagione in Serie B. In seguito continuerà a calcare i campi della serie cadetta con le maglie di Venezia, Vicenza e Lecce.
Nel 1995 passa al Livorno in Serie C2, che nel 1997 aiuta a salire in Serie C1 grazie alle sue 19 reti in campionato che gli consentono anche di diventare capocannoniere del girone B della C2. Nel gennaio 1999 passa alla Pistoiese, dove è di nuovo importante nella scalata dalla C1 alla Serie B, categoria nella quale giocherà le sue ultime 8 partite da professionista. Nel 2001, appese le scarpe al chiodo, ricopre anche il ruolo di Team Manager degli arancioni.
Nel 2002 ha fatto 4 apparizioni coi dilettanti del Venturina, società del paese dove è nato.
Complessivamente ha totalizzato 199 presenze (con 35 reti) in Serie B.

### Allenatore
Allena dal 2004 nelle serie inferiori toscane.

## Palmarès

### Club

#### Competizioni nazionali
- Serie C1: 1

Modena: 1989-1990